# Nomen est omen

Nomen [est] omen (au pluriel : nomina [sunt] omina) est une locution latine qui, traduite littéralement, signifie « le nom est un présage ». Ce dicton vient de la croyance des Romains que le destin était indiqué dans le nom de la personne. 

## Présentation
Le jeu de mots entre nomen et omen est emprunté au poète comique Plaute et à sa pièce Le Perse, où  l'esclave Toxilus persuade son maître Dordalus d'acheter l'esclave Lucris (« Profits ») par ces mots : « Nomen atque omen quantivis iam est pretī » (« Le nom comme le présage valent le prix »).
La sonorité des noms propres de la Bible en lien avec l'histoire des personnages concernés fait également l'objet d'études.
La phrase est aujourd'hui employée, souvent de manière ludique, en référence à des exemples d'aptonymie, c'est-à-dire des caractéristiques personnelles ou professionnelles contenues dans le nom d'un individu.
Dans le monde anglo-saxon, l'ouvrage The Romance of Names du philologue britannique Ernest Weekley (en) (1914) démontre que, par le passé, de nombreuses personnes ont reçu des patronymes correspondant à leur activité professionnelle. 
Puis, à la fin du XXe siècle, plusieurs sociologues ont créé le concept de nominative determinism (déterminisme nominatif)  pour formuler l'hypothèse que les personnes ont tendance à s'orienter vers des domaines professionnels qui correspondent à leurs prénoms et/ou noms de famille. Le nominative determinism apparaît pour la première fois dans le magazine de vulgarisation New Scientist en 1994, après que la chronique humoristique Feedback du magazine a noté plusieurs études sur ce sujet. Le déterminisme nominatif diffère de l'aptonymie en ce qu'il met l'accent sur un lien de causalité.

### En français
- Gilbert Debusscher, « Nomen est omen. Du bon usage des noms propres dans le théâtre de langue anglaise », Bulletins de l'Académie royale de Belgique, 1997/8-7-12, p. 513-539
- Andrzej Strus, Nomen omen : La symbolique sonore des noms propres dans le Pentateuque, Gregorian & Biblical Press, 1978  (ISBN 978-8876530807), 268 p.

### Autres langues
- Gisla Gniech, « "Nomen atque omen" oder "Name ist Schall und Rauch" », in Friedhelm Debus, Wilfried Seibicke (dir.), Reader zur Namenkunde (Germanistische Linguistik. Band 115 bis 118), 2 Anthroponymie, Olms, Hildesheim / New York, 1993,  (ISBN 3-487-09711-7), p. 397–410.
- Hans Hoekstra, Naam & faam, Nijgh & Van Ditmar, Amsterdam, 2001  (ISBN 90-388-3107-2), 168 p.
- Hans Martin Sutermeister, Nomen atque omen: Die Fortschritte der psychologischen Forschung und ihre weltanschauliche Tragweite (mit besonderer Berücksichtigung des Neuroseproblems), Friedli, Bern, 1943.
- Ernest Weekley, The Romance of Names, London, John Murray, 1914 (lire en ligne).